# Mola tecta
Mola tecta je vzácný druh měsíčníka z rodu Mola, blízký příbuzný měsíčníka svítivého (Mola mola). Oproti jiným měsíčníkům má hladké tělo bez hrbolků a jeho čenich nevyčnívá tak jako u ostatních měsíčníků. Duh Mola tecta byl popsán teprve v roce 2017. Zpětně bylo prokázáno, že některé muzejní sbírky měly Mola tecta v depozitářích po celá staletí, avšak byly považovány za Mola mola. 

## Systematika

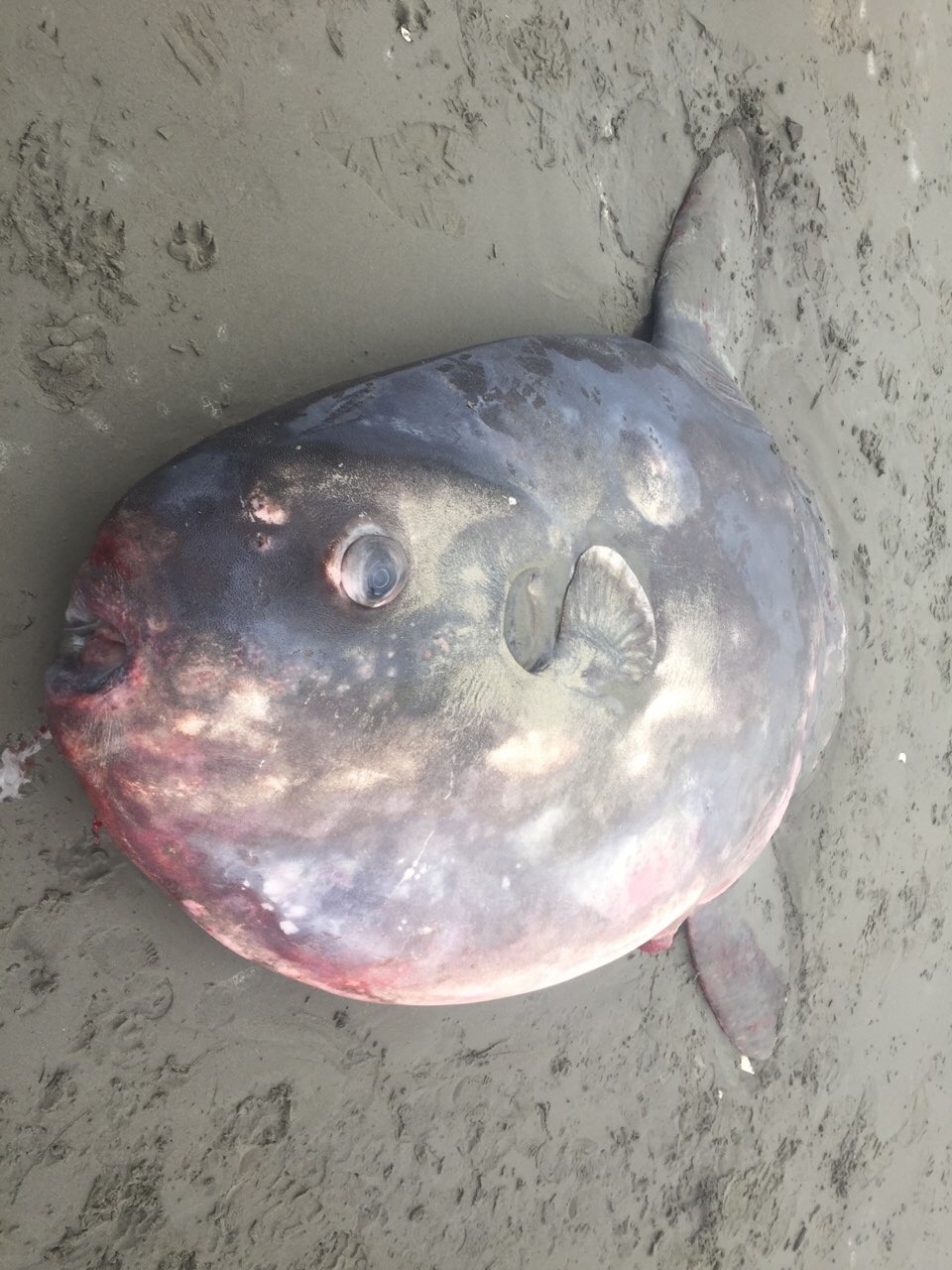
Vyplavená Mola tecta na pláži u Christchurche (2018)

V roce 2009 japonští vědci publikovali článek, ve kterém se zabývali zkoumáním vzorků dvou druhů měsíčníkovitých ryb z pobřežních vod Japonska. Ze studie nicméně vyplynulo, že vzorky patrně patřily 3 druhům. Dánská vědkyně Marianne Nyegaardová, která se zabývala měsíčníky v rámci svého doktorského studia na Murdochově univerzitě v Austrálii, proto začala zkoumat fotografie měsíčníků na sociálních sítích a vytvořila síť kontaktů v Austrálii a na Novém Zélandu, skrze níž ji lidé posílali fotografie měsíčníků, na které narazili. Po dlouhém hledání se k Nyegaardové doneslo, že na pláži v novozélandském Christchurchi byla vyplavena čtveřice měsíčníků, která patrně náleží onomu hledanému „novému“ druhu. Nyegaardová proto doletěla do Christchurche, kde se konečně mohla na vlastní oči přesvědčit, jak tento nový druh vlastně vypadá.
Instituce, které uchovávaly měsíčníky ve svých sbírkách, začaly zkoumat, jaké druhy to ve svých sbírkách vlastně mají. Těchto institucí nicméně nebylo mnoho, protože tyto až dvoutunové obry je logisticky, finančně a prostorově nákladné uchovat. Jednou z výjimek bylo novozélandské národní muzeum Te Papa, které má pro měsíčníky vyhraněné prostory a zařízení. Kurátoři muzea zjistili, že hned polovina z jejich obsáhlé sbírky měsíčníků patří novému druhu.
O rok později do muzea Te Papa dorazili australští a japonští vědci, kteří pod koordinací Nyegaardové začali se zkoumáním dostupných muzejních vzorků měsíčníků i odchycených exemplářů místních rybářských lodí, na jejichž háčky s návnadou se měsíčníci nového druhu nechtěně chytili. V roce 2017 pak konečně vyšla studie, která nový druh popsala. Jednalo se o první popsaný druh po více než 100 letech. Druhové jméno druhu tecta (latinsky „skrytý“) bylo zvoleno jako připomínka toho, že se měsíčník dlouhou dobu „skrýval“ vědecké pozornosti, i když jim v podstatě byl přímo „pod nosem“. V roce 2023 bylo v jižní části Jižního ostrova zachyceno raritní video druhu.

## Výskyt

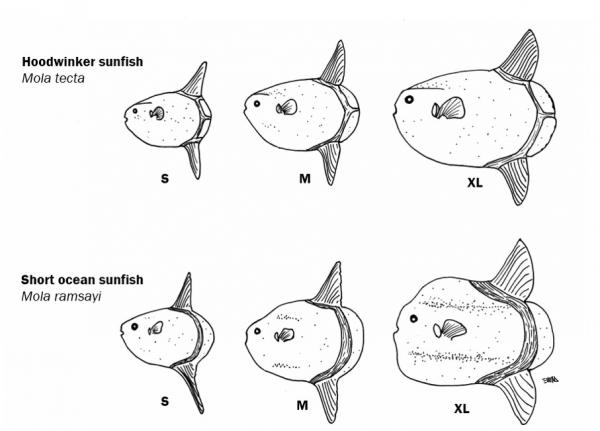
Mola tecta ve srovnání s Mola alexandrini (dříve M. ramsayi) v různých fázích vývoje – lze vidět, že čím je M. tecta větší, tím je anatomicky odlišnější

Jedná se o vzácného měsíčníka. Jeho areál výskytu není zcela zřejmý. Původně se mělo za to, že se jedná o druh chladných vod jižní polokoule, jelikož zástupci druhu byli pozorováni kolem Nového Zélandu (zejména v oblasti Jižního ostrova), Austrálie včetně Tasmánie, Jihoafrické republiky a jižního Chile. V roce 2019 byl Mola tecta vyplaven na pláži v Kalifornii, což byl teprve několikátý spolehlivý nález druhu na severní polokouli. Není zřejmé, zda se jednalo o zatoulaného jedince, nebo zda se Mola tecta na severní polokouli vyskytuje pravidelně. Roku 2017 vyšlo najevo, že exemplář držený z Nizozemském muzeu biodoverzity v Leidenu již od roku 1889 náleží právě Mola tecta (původně si kurátoři mysleli, že se jednalo o Mola mola).

## Popis
Podobně jako ostatní měsíčníci, i Mola tecta má mohutné bočně zploštělé tělo diskového, takřka oválného tvaru. Nejširší oblast těla je u očí. Povrch těla je hladký a bez boulí (boule a hrudky na povrchu a při okraji těla, zejména na hlavě a na bradě, jsou časté u jiných druhů měsíčníků). Anatomicky se Mola tecta začíná odlišovat od ostatních zástupců druhu Mola hlavně po dosáhnutí délky těla kolem 65–70 cm.
Dosavadní naměřené délky těla Mola tecta se pohybují mezi 50–242 cm. Hřbetní a řitní ploutev jsou velmi dlouhé. Ocasní ploutev zcela chybí a na jejím místě se nachází mírně zakulacený lem (tzv. clavus) s 5–7 kostěnými body připomínající nehty a 15–17 ploutevními paprsky. Ocasní lem měsíčníků je rozdělen na horní a spodní část, které spojuje flexibilní, ohebná kůže. Podobně jako paryby, Mola tecta má protistínové zabarvení, tzn. dorzální (hřbetní) strana těla je tmavší než ventrální (břišní). Vzhledem k ostatním měsíčníkům je Mola tecta tenčí. Může vážit až 2 tuny.

## Biologie
O biologii druhu je známo jen minim informací a základní poznatky jsou známy hlavně z pitev. Živí se salpy (Thetys vagina, Pyrosoma sp.) a polypovci. Vnitřnosti pitvaných měsíčníků Malo tecta byly infikovány tasemnicemi, patrně druhu Trypanorhynch cestodes.